# Сабадаш, Алексей Владиславович
Алексей Владиславович Сабадаш (род. 28 декабря 1959, Куйбышев) — российский политический деятель, депутат Государственной думы РФ пятого созыва (2007—2011).

## Биография
В 1993 году окончил Самарский экономический институт. В 2006 году — Вятский государственный гуманитарный университет. Кандидат технических наук.

### Политическая карьера
В 2007 году был избран депутатом Государственной Думы ФС РФ пятого созыва в составе федерального списка кандидатов, выдвинутого Всероссийской политической партией «Единая Россия». Член фракции «Единая Россия». Член Комитета ГД по промышленности.